# Antoni Vidal Carretero
Antoni Vidal Carretero (Barcelona, España, 1953) es un periodista y escritor español, doctorado en Comunicación Audiovisual por la Universidad Autónoma de Barcelona. Su trayectoria como periodista se ha desarrollado principalmente en los servicios informativos del ente público Radio Televisión Española (RTVE),  donde ha desempeñado distintos cargos.
En Cataluña ha sido director de Radio Nacional de España (RNE) durante dos años, de 2006 a 2008. Director y delegado territorial de Radio Televisión Española en las Islas Baleares, de 1991 a 1998. Y director de TVE en Aragón, así como delegado territorial de RTVE de 2002 a 2004.
Además, ha sido Vicedecano de Economía, Infraestructuras y UAB Campus Media en la Universidad Autónoma de Barcelona (UAB). En la facultad de Comunicación ha impartido la docencia de asignaturas relacionadas con la comunicación audiovisual y el periodismo. Ha ejercido también como coordinador de los laboratorios audiovisuales y multimedia. Impulsó en 2013 la creación de UAB Campus Media, una plataforma interactiva conformada por un canal de televisión y una radio (100.3 FM) que difunden por streaming su programación. Los programas se realizan íntegramente por estudiantes desde una redacción multimedia.
Es coautor junto con el catedrático e historiador Armand Balsebre de la obra de ensayo “Darwin en el desván” (Cátedra, 2021) que ofrece una reflexión sobre el progreso y la afectación de la inteligencia artificial sobre la naturaleza del ser humano. Es autor de “El último periodista. La inteligencia artificial toma el relevo” (Marcombo 2024). Un análisis de como la IA generativa, con sus chatbots, puede sustituir la función del periodista, al igual que otros quehaceres del ser humano.

## Defensa de la Radiotelevisión Pública
En su tesis doctoral "El servicio público audiovisual y la construcción del Estado autonómico"  Vidal diserta sobre la importancia de RTVE en la vertebración del Estado Autonómico. Abarca cronológicamente desde 1980 hasta 2006. Concluye que en ese período “RTVE abdica de sus obligaciones constitucionales de fomento de la igualdad y la solidaridad interterritorial, así como del respeto al pluralismo y la protección de las diversas modalidades lingüísticas existentes en España”.

## Ràdio 4
Se mostró contrario a la clausura de Ràdio 4, la emisora en catalán de RNE, decretada en 2006 por el Gobierno de José Luis Rodríguez Zapatero. Siendo director de RNE y Ràdio 4 en Cataluña defendió públicamente ante la dirección general de RTVE su continuidad. Circunstancia que finalmente se produjo en abril de 2008.

## Trayectoria profesional en medios
- Director de Radio Nacional de España (RNE) en Cataluña, 2006-2008.[15]
- Director de TVE en Aragón y delegado Territorial de Radio Televisión Española (RTVE), 2002-2004.
- Subdirector de RNE en Cataluña, 1998-2002.[16]
- Director de RNE y delegado territorial de RTVE en las Islas Baleares, 1991-1998[17][18]
- Jefe de los Servicios Informativos de RNE en Cataluña, 1990-1991.[19]
- Director de las emisoras de RNE en Tarragona, Ulldecona y Tortosa, 1989-1990.[20]
- Jefe de los Servicios Informativos de Radiocadena Española (RCE) en Cataluña, 1984-1989.[21]

## Trayectoria como docente
- Vicedecano de Economía, Infraestructuras y UAB Campus Mèdia de la Facultad de Ciencias de la Comunicación (FCC) de la Universidad Autónoma de Barcelona, 2016-2018[22]
- Director de UAB Campus Media, 2013-2016.[23]
- Coordinador docente de los Laboratorios Audiovisuales y Espacios Informáticos y Multimedia de la Facultad de Ciencias de la Comunicación (FCC), 2014-2016.
- Profesor asociado de Comunicación Audiovisual de la Facultad de Ciencias de la Comunicación (FCC), 2004.[24]